# Slepčany
Slepčany és un poble i municipi d'Eslovàquia que es troba a la regió de Nitra, al sud-oest del país. El 2011 tenia 846 habitants.

## Història
La primera menció escrita de la vila es remunta al 1165.

## Demografia
| Godina             | 1994 | 2004   | 2014   | 2024   |
| ------------------ | ---- | ------ | ------ | ------ |
| Nombre de persones | 881  | 847    | 822    | 839    |
| Diferència         |      | −3,85% | −2,95% | +2,06% |

| Godina             | 2023 | 2024   |
| ------------------ | ---- | ------ |
| Nombre de persones | 796  | 839    |
| Diferència         |      | +5,40% |